# Juan Almonte
Juan Nepomuceno Almonte (15 tháng 5 năm 1803 - 21 tháng 3 năm 1869) là một quan chức, người lính và nhà ngoại giao Mexico trong thế kỷ 19. Ông là một cựu chiến binh của trận Alamo trong cuộc Cách mạng Texas. Almonte cũng là một nhà lãnh đạo của Đảng Bảo thủ của Mexico trong những năm 1860 và phục vụ như là người nhiếp chính sau khi đế chế Mexico thứ hai được thành lập bởi Napoleon III của Pháp.